# نبرد باگرواند
شاهزادگان ارمنی در سال ۷۷۴ میلادی سر به شورش برداشتند و با سپاه خود به تعداد ۵٬۰۰۰ تن، ۴٬۰۰۰ سوار عرب را که پادگان دوین بودند، درهم شکستند. پس از این پیروزی مرکز ارمنستان را به اشغال خود درآوردند. لیکن اعراب سپاهی مرکب از چهل هزار تن به جنگ او فرستادند. ارمنی‌ها پس از یک مقاومت سخت شکست خوردند. این شکست راه را بر ورود اسلام به قفقاز هموار کرد و موجب تجزیه امیرنشین مامیگونیان و تقسیم آن بین امیرنشین‌های دیگر گردید.